# قتل راجر آکروید
قتل راجر آکروید (به انگلیسی: The Murder of Roger Ackroyd) یک رمان جنایی،اثر آگاتا کریستی است. این کتاب در سال ۱۹۲۶ منتشر شده‌.

## خلاصه رمان
جنایت در یک روستای دورافتاده‌ی انگلیسی و در محیطی نیمه اشرافی رخ می‌دهد. راجر آکروید در اتاق کارش به قتل می‌رسد و نویسنده، بنابر سنت متداول «عصر طلایی»، نقشه‌ی منزل را در اختیار خوانندگان می‌گذارد؛ پرسوناژهای رایج رمان کلاسیک معمایی هم همگی حضور دارند. از سرپیشخدمت عصا قورت داده و مقرراتی (که رفتارش مشکوک است، ولی خواننده به او سوء ظن نمی‌برد) گرفته تا مستخدمها و آشپز و سرآشپز و سایر خدمه که جزو ملزومات این گونه آثار هستند. خواهر راوی داستان (دکتر دهکده که نقش دستیار کاوشگر را نیز ایفا می‌کند) یکی از بامزه‌ترین شخصیت‌های رمان است؛ زیرا این زن خوش نیت و بی‌اندازه کنجکاو، شایعه‌های مضحک و بی‌اساس را که با پشتکاری کم‌نظیر از هرجایی گرد آورده‌است، نقل قول می‌کند و باعث انبساط خاطر خوانندگان می‌شود. کارآگاه ماجرا، جناب هرکول پوآرو که در همسایگی دکتر منزل دارد و راوی داستان او را «مرد کله تخم مرغی» می‌نامد، به شیوه‌ای دقیق سؤال‌هایی ظاهراً بی ربط می‌کند که در پایان داستان معلوم می‌گردد که همین سوالات بسیار مهم بودند. همه رمان‌های معمایی موفق این دوره، به نحوی خواننده را با عناصر انحرافی، وادار به حدس اشتباه می‌کنند و ترفندی که آگاتا کریستی در اینجا به کار بسته‌است، برای آن ایام بی‌اندازه بدیع و بی‌نظیر بود.
این کتاب به صورت کمیک استریپ توسط مؤسسه نگارش الکترونیک کتاب (ماناکتاب) به صورت فارسی ترجمه و به چاپ رسیده است.

## پیامدها
این شگرد مورد قبول بسیاری از اصولگرایان نیفتاد، چون یکی از قواعد دهگانه را که حکم می‌کند راوی هیچ مطلبی را از خواننده پنهان ندارد، زیر پا می‌گذارد. اعضای «باشگاه پلیسی نویسان اصولگرا» ـ من‌جمله خود آگاتا کریستی ـ سوگند خورده بودند در روایت پردازی «روراست» باشند، حال آنکه در «مرگ راجر آکروید»، آشکارا، از این میثاق تخطی شده‌ است. دوروتی سایرز از نادر کسانی می‌باشد که این شیوه بدیع را مجاز شمرده است.